# Мария Клевская (1426—1487)
Мария Клевская (нем. Maria von Kleve, фр. Marie de Clèves, 19 сентября 1426, герцогство Клевское — 23 августа 1487, Шони) — третья и последняя супруга Карла, герцога Орлеанского. Мать короля Франции Людовика XII.

## Жизнь
Мария была первым ребёнком Адольфа I, герцога Клевского, и его второй супруги Марии Бургундской.
Мария была покровительницей искусств и заказала много работ; она также была поэтессой, писала баллады и стихи. 27 ноября 1440 года Мария вышла замуж за Карла, герцога Орлеанского. Невесте на тот момент было 14 лет, а жениху — 46 лет. У супругов был сын и две дочери.
После смерти герцога она тайно вступила в повторный брак в 1480 году с одним из её камер-юнкеров из Артуа, который был на несколько лет моложе её.

## Брак и дети
У Марии Клевской было трое детей:
- Мария Орлеанская (1457—1493), замужем за Жаном де Фуа (ум. 1500), графом д’Этамп, виконтом Нарбонны
- Людовик XII Орлеанский (1462—1515), герцог Орлеанский (Людовик II), король Франции (с 1498)
- Анна Орлеанская (1464—1491), аббатиса де Фонтевро

## В искусстве
Мария является главным действующим лицом исторического романа Хеллы Хаассе «Заблудившись в темном лесу», впервые опубликованном в 1949 году.